# 穴山満春
穴山 満春（あなやま みつはる）は、室町時代の武将。武田氏の一族。四郎。受領名は信濃守、官途名は修理大夫。『卜部本武田系図』『若州武田系図』では「信秋」、別名は「信元」(『浅羽本武田系図』)。「満春」は『武田源氏一統系図』に見られる名で、始めは穴山姓であったと考えられている。父は武田信春。武田系図類では次男、『甲斐国志』では末子としている。兄に信満、弟に下条信継、市部信久、吉田成春、観音寺遠大西堂、法弥陀仏（一蓮寺住持）、姉妹に上杉禅秀正室、小笠原長基正室、武田信繁室などがいる。

## 略歴
穴山氏は南北朝時代に甲斐守護・武田信武の子である義武を祖とする一族。系図史料によれば、義武は巨摩郡穴山（山梨県韮崎市穴山町）を本貫地と穴山氏を起こしたという。甲斐の河内地方では南朝方の南部氏が明徳4年（1392年）に陸奥国へ移住し、河内は穴山氏に与えられたという。
満春は甲斐守護・武田信春の子で、義武に実子がなかったため養子となったとされる。延文期の義武と応永年間の満春には活動時期の開きが見られるが、満春の生年が応永以前で、義武が長命であった場合、整合性が成立することが指摘される。修理大夫を称する。
応永23年（1416年）、上杉禅秀の乱において兄・信満は禅秀方に加担し、鎌倉公方の足利持氏から追討を受け、応永24年（1417年）2月6日に天目山で戦死する。『一蓮寺過去帳』には応永24年5月25日の年記で「由阿弥陀仏 修理大夫満春 号穴山」が記載されており、満春は信満と共に応永24年に死去したとされていた。一方、佐藤八郎は『浅羽根本武田系図』など武田家系図類に満春が出家して高野山で僧籍に入り「空山」と号していたことを指摘し、満春は上杉禅秀の乱には加担していなかったとした。さらに、佐藤は『一蓮寺過去帳』の記載は逆修供養の日付としている。
『鎌倉大草紙』によれば、信満の滅亡後に守護不在状態となった甲斐国では、足利持氏が甲斐の国人・逸見有直を支援し、京へ海老名三河守を派遣して有直の守護補任を要請した。これに対し、鎌倉府と対立関係にあった室町幕府では、将軍・足利義持が満春を還俗させ甲斐守護とし、武田信元と改めた。信元の甲斐守護補任の時期は不明であるが、慶長18年（1613年）の『見聞軍抄』では将軍義教の持氏宛文書を根拠に応永29年（1422年）としている。一方、『満済准后日記』応永24年（1417年）6月8日条には欠字があるものの、「当守護」を信元、「先守護子息」を信満の子・信重に比定する解釈から、これを信元の守護補任記事とし、応永24年以前に守護に補任されたする説もある。
信元は逸見氏らと敵対していた信元の甥（信満の子）・武田信長や、信濃守護・小笠原政康の支援により甲斐へ入部する。小笠原政康は生母が武田信春の娘で、信元の甥にあたる。信元の甲斐入国は応永24年と推定されており、応永25年（1418年）推定2月21日の足利義持御内書や、『満済准后日記』応永25年2月15日条では信元が前年に甲斐入国をしていたことが確認される。
信元は甲斐入国後も幕府の支援を受け、応永24年10月28日・応永25年3月14日には将軍義持が小笠原政康に繰り返し信元支援を命じている。『満済准后日記』応永25年2月15日条では甲斐の混乱状況を「地下一族蜂起」と評している。信元が甲斐入国後に拠点とした地域は不明であるが、父祖以来の本拠である甲府盆地東部の東郡とする説があり、東郡北部から甲府北部・西郡には逸見氏が支配し、郡内には武田信長と結んだ加藤氏が支配し、北巨摩郡には小笠原氏が派遣した守護代・跡部氏が入府していた構図が想定されている。
応永25年10月28日に政康は将軍義持から甲斐南部の河内地方にあたる南部（山梨県南巨摩郡南部町）・下山（南巨摩郡身延町下山）攻めの支援を命じられている。また、このころ政康は守護代として跡部氏を甲斐へ派遣している。
信元の没年は不明で、応永28年（1421年）推定4月28日付の足利義持御内書では後任の甲斐守護に武田信重（三郎入道）が補任されていることから、これ以前に死去もしくは守護職を解任されたと考えられている。武田氏はその後も守護代の跡部氏との対立もあり、守護としての実権はなく国内の混乱は続いた。
『一蓮寺過去帳』『甲斐国志』では満春と信元と別人として扱っているが、信元の名は系図類に見られないことから磯貝正義、佐藤八郎らにより同一人物説が提唱されている。